# 7,5 cm PaK 41
Il 7,5 cm Panzerabwehrkanone 41, abbreviato in 7,5 PaK 41, era un cannone ad anima conica tedesco della seconda guerra mondiale.

## Storia
Il principio della canna conica era stato brevettato nel 1903 dal progettista tedesco Karl Puff. Negli anni venti e trenta un altro ingegnere tedesco, Gerlich, condusse esperimenti con un fucile anticarro ad anima conica in calibro 7 mm, con una velocità iniziale di 1 800 m/s. Sulla base di queste esperienze, nel 1939-1940 la Mauser-Werke AG sviluppò un'arma anticarro in calibro 28/20 mm, che nel 1941 entrò in produzione come 2,8 cm sPzB 41, seguita a novembre dello stesso anno dal 4,2 cm lePaK 41 ed appunto dal 7,5 PaK 41, che è ricordato come il più grande cannone operante secondo il sistema Gerlich. Progettato e costruito da Krupp AG per competere con il 7,5 cm PaK 40 di Rheinmetall, il PaK 41 adottava il principio Gerlich per aumentare la velocità alla volata. Oltre all'anima conica ed i proiettili flangiati con nucleo di tungsteno, il PaK 41 incorporava numerose innovazioni. Rispetto ai due predecessori più piccoli, la sua produzione fu leggermente più duratura, proseguendo fino a novembre 1943, quando fu interrotta dopo la consegna di 150 pezzi a causa della carenza di tungsteno e manganese, metalli preziosi per l'industria bellica tedesca.
Quando introdotto in servizio, le prestazioni del PaK 41 erano tali che il pezzo avrebbe potuto soppiantare il Pak 40 come cannone anticarro standard per la Wehrmacht. Tuttavia, la velocità del proietto tendeva a diminuire drammaticamente sulla lunga distanza e di conseguenza si degradavano precisione e penetrazione. Questo fattore, insieme con una crescente carenza di tungsteno che era necessario per munizioni speciali, fecero sì che la produzione si fermasse a novembre 1943 a soli 150 pezzi. La maggior parte dei Pak 41 furono demoliti quando le loro canne erano usurate o la loro dotazione di munizioni esaurita, anche se si ritiene che un piccolo numero fu convertito per ricevere canna e componenti del Pak 40.
Alcuni pezzi risultano essere stati montati su semicingolati, utilizzati così come cacciacarri blindati leggeri.

## Tecnica
Il PaK 41 incorporava numerose innovazioni, anche rispetto agli altri due cannoni a canna conica. Una di queste era la canna divisa in tre sezioni distinte: la parte posteriore cilindrica con normale rigatura, la parte centrale che liscia e rastremata verso la volata e la parte terminale di 700 mm ancora cilindrica ma liscia. Innovativo era anche l'affusto: le ruote e la coda d'affusto a gambe divaricabili erano direttamente articolare allo scudo, per risparmiare peso. La culla a manicotto avvolgeva tutta la parte posteriore della canna e la culatta ed era inserita in un giunto a sfera inserito nello scudo. La culatta, rinforzata, portava un otturatore a cuneo verticale ad azionamento semiautomatico. Rispetto al PaK 38 e PaK 40, il PaK 41 appare più lungo, la sagoma più bassa e massiccia.
Il peso della carica di lancio rappresentava ben il 95% del peso della munizione. Il proietto aveva una velocità alla volata di circa 1 200 m/s e una penetrazione di 150 mm di corazza omogenea a 900 m di distanza. Il sistema di puntamento era tarato fino a 1 500 m, tarato su quattro scale a seconda della velocità reale del proietto. La vita utile della canna era stimata in 500-600 colpi.